# Minnesota Vikings

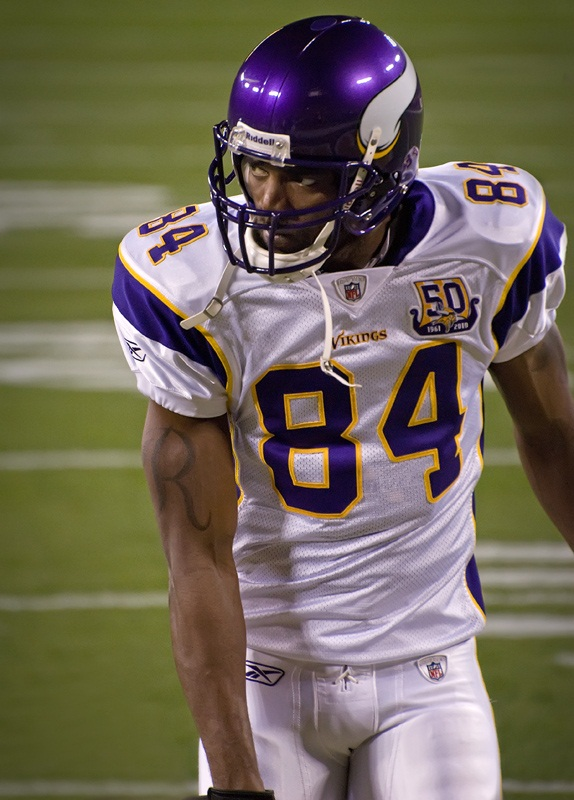
Colors dels Minnesota Vikings

Els Minnesota Vikings són una franquícia de futbol americà professional de l'NFL de la ciutat de Minneapolis (Minnesota), són membres de la Divisió Nord de la Conferència Nacional (NFC) i els seus colors són el porpra, el groc or i el blanc. El seu estadi és el U.S. Bank Stadium.

## Història
La franquícia va ser fundada per Max Winter el 1960 i van començar a jugar en la lliga del 1961. El 1969 van guanyar un campionat de lliga de l'NFL. La seva millor època va ser quan van arribar a la final de la Super Bowl en la dècada dels 1970, van tenir un gran equip defensiu, però mai han pogut guanyar-la. En total han jugat en quatre finals de la Super Bowl perdent en totes. Tot i això han estat una de les franquícies més exitoses de l'NFL amb el segon percentatge de victòries, guanyant divuit campionats de divisió i quatre campionats de conferència.
Del 1961 fins al 1981 els Vikings van jugar com a locals al Metropolitan Stadium, Des del 1982 juguen en el Hubert H. Humphrey Metrodome, fins al 2009 també era la casa dels Minnesota Twins de beisbol. 

## Palmarès
- Campionats de Lliga: 1
  - Campionats de la NFL (1): 1969
- Campionats de Divisió: 19
  - NFL Centre: 1968, 1969
  - NFC Centre: 1970, 1971, 1973, 1974, 1975, 1976, 1977, 1978, 1980, 1989, 1992, 1994, 1998, 2000
  - NFC Nord: 2008, 2009, 2015
- Campionats de Conferència: 4
  - NFL Oest: 1969
  - NFC: 1973, 1974, 1976